# 一责十二法
“一责十二法”（韓語：1책 12법），本作“一责十二”，是載於《三國志》的一項扶餘國的法律，规定盜竊他人財物者要賠償被盜物品價格的十二倍金額給物主。高句丽和百济也有類似的法律，其中前者稱“十倍取償”（或“十二倍酬贓”），規定盜竊他人財物者要賠償被盜物品價格的十倍（或十二倍、十餘倍）金額給物主，而後者規定盜竊他人財物者會被流放和被官府徵收被盜物品價格的兩倍金額。

## 詳細内容
根據《三國志·魏書·烏丸鮮卑東夷傳》的記載，扶餘國國内法律非常嚴格，而其收錄的四項扶餘國法律當中，就有一條規定盜竊他人財物者要賠償被盜物品價格的十二倍金額給物主。
|                                  | 用刑嚴急：殺人者死，沒其家人爲奴婢；竊盜一責十二；男女淫、婦人妒，皆殺之。 |
| ——《三國志·魏書·烏丸鮮卑東夷傳》 |                                                                            |

高句丽也有類似的法律。根據《新唐书·高麗傳》的記載，高句麗國内盜竊他人財物者要賠償被盜物品價格的十倍金額給物主，而嚴明的法規使高句麗國内的社會風氣良好。《北史·高麗傳》和《隋书·高麗傳》也記載金額為“十倍”，不過《旧唐书·高麗傳》的記載則是“盜物者十二倍酬贓”，而《周书·高麗傳》則記載金額為“十餘倍”。
|                     | 降、敗、殺人及剽劫者斬，盜者十倍取償，殺牛馬者沒爲奴婢，故道不掇遺。 |
| ——《新唐書·高麗傳》 |                                                                      |

百济也有類似的法律。根據《北史·百濟傳》的記載，百濟國内盜竊他人財物者除了會被流放，還會被官府徵收被盜物品價格的兩倍金額。
|                   | 其刑罰：反叛、退軍及殺人者，斬；盜者，流，其贓兩倍徵之；婦犯姦，沒入夫家爲婢。 |
| ——《北史·百濟傳》 |                                                                                |